# Braunedel Kogel
Braunedel Kogel är ett berg i Österrike.   Det ligger i distriktet Hallein och förbundslandet Salzburg, i den centrala delen av landet, 230 km väster om huvudstaden Wien. Toppen på Braunedel Kogel är 1 758 meter över havet.
Terrängen runt Braunedel Kogel är kuperad söderut, men norrut är den bergig. Närmaste större samhälle är Bad Ischl, 15,3 km nordost om Braunedel Kogel. 
I omgivningarna runt Braunedel Kogel växer i huvudsak blandskog. Runt Braunedel Kogel är det ganska tätbefolkat, med 83 invånare per kvadratkilometer.